# Стовпчикова діаграма

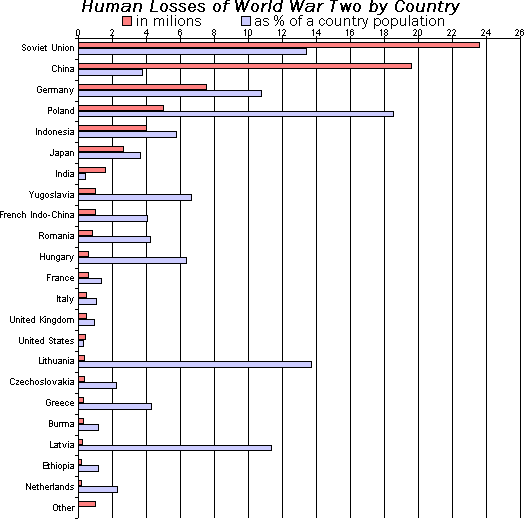
Приклад стовпчикової діаграми.

Стовпчикова діаграма — це графік, який представляє згруповані дані, за допомогою прямокутних стовпців довжини яких пропорційні значенням, які вони представляють. Стовпці можуть бути побудованими вертикально або горизонтально.
Стовпчикові діаграми є графіком, в якому використані або горизонтальні, або вертикальні стовпці, аби зіставити дані у певній категорії. Одна вісь графіка показує конкретні категорії, що порівнюються, а інша вісь представляє дискретні значення. Деякі стовпчикові діаграми можуть містити декілька груп стовпців для представлення одночасно декількох порівнюваних категорій.

## Історія виникнення
Багато джерел стверджують, що Вільям Плейфар (1759—1823) винайшов стовпчикову діаграму і першим в історії був графік — « Експорт із та імпорт до різних частин Шотландії протягом року від Різдва 1780 року до Різдва 1781 року» з «Комерційного та політичного атласу». Діаграми швидкості, які складаються з постійно зростаючих об'єктів відносно часу, були опубліковані в The Latitude of Forms  (приписують Якобу де Санкто Мартіно або ж Миколі Орезмському)  близько 300 років тому, перед тим як вперше було визначено «прототип стовпчикової діаграми». 

## Використання
Стовпчикові діаграми мають дискретний діапазон. Вони зазвичай масштабуються таким чином, щоб всі дані були вміщені на діаграмі. Стовпці на діаграмі можуть бути розташовані в будь-якому порядку. Стовпці стовпчикових діаграм, які розташовані від найвищого до найнижчого називаються діаграмою Парето. Та як правило, стовпці, що показують частоту будуть розташовані в хронологічній послідовності (за часом).
Стовпчикові діаграми забезпечують візуальне уявлення про категоріальні дані. Категоріальні дані — це об'єднання даних в дискретні групи, такі, як місяці року, вікова група, розміри взуття, тварини. Ці категорії, як правило, якісні. У стовпчиковій діаграмі категорії знаходяться уздовж однієї осі, а висота(або ж довжина) стовпця відповідає значенню кожної категорії.

### Згруповані діаграми та діаграми з накопиченням

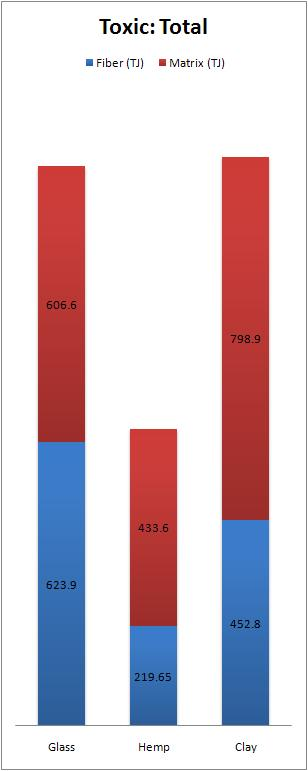
Приклад стовпчикової діаграми з накопиченням.

Стовпчикові діаграми також можуть бути використані для більш складних зіставлень даних за допомогою згрупованих діаграм і діаграм з накопиченням(стекових).  У згрупованій стовпчиковій діаграмі для кожної категоріальної групи є два або більше стовпці. Ці стовпці мають кольорове маркування для виділення кожної групи. Наприклад, власник веде бізнес, який складається з двох магазинів, тому можна зробити згруповану стовпчикову діаграму з різнокольорових стовпців, які символізують кожний окремий магазин: горизонтальна вісь вказуватиме місяці року, а вертикальна вісь показуватиме дохід. Як альтернатива, може бути використана стовпчикова діаграма з накопиченням. Стовпчикова діаграма з накопиченням складається зі стовпців, де групи розташовані на стовпцях одна понад іншою. Висота отриманого стовпця показує сукупний результат груп. Проте, стовпчикові діаграми з накопиченням не підходять для набору даних, де деякі групи мають від'ємне значення. У таких випадках, згруповані стовпчикові діаграми підходять краще.
Згруповані стовпчикові діаграми, зазвичай, представляють інформацію кожної групи в одній і тій же послідовності. Стовпчикові діаграми з накопиченням, зазвичай, також презентують інформацію в кожному стовпці в одній і тій же послідовності .